# Babka olbrzymia
Babka olbrzymia (Gobius cobitis) – gatunek ryby z rodziny babkowatych (Gobiidae).

## Występowanie
Wsch. Atlantyk oraz Morze Śródziemne i Morze Czarne, dyskusyjnie w Zatoce Sueskiej.
Występuje w wodach przybrzeżnych na głębokości 10–35 metrów, wśród kamieni bądź wodorostów oraz w basenach kąpielowych ze słonawą wodą.

## Cechy morfologiczne
Osiąga 27 cm długości.
Ubarwienie różne u różnych osobników.

## Odżywianie
Żywi się algami (Enteromorpha), skorupiakami (obunogami i krabami), wieloszczetami oraz owadami.

## Rozród
Dojrzewa płciowo w wieku 2–3 lat. We Włoszech trze się od III do V, w Bułgarii od V do VII. Samce w czasie tarła są ciemne z białawymi błonami płetw. Ikra o wymiarach 3,6–5,45 X 1,23–1,54 mm jest składana pod kamieniami.  Żyje do 10 lat.

## Znaczenie
W rybołówstwie posiada niewielkie znaczenie. Łowiona na wędkę.